# The Borrowers (1992)

## The Borrowers
The Borrowers (em inglês, "aqueles que emprestam"),Os Pequeninos (português brasileiro) ou Pequenos Heróis, Grandes Sarilhos (português europeu) foi uma minissérie produzida pela BBC em 1992, baseado na série de livros homônima, escrita por Mary Norton.

## História
Os "emprestadores" -que dão nome à série-, são pequenas "pessoas" de aproximadamente 10 cm, a família Clock, que vivem sob o assoalho das casas.

## Elenco
- Ian Holm: Pod Clock
- Penelope Wilton como Homily Clock
- Rebecca Callard como Arriety Clock
- Paul Cross como George
- Daniel Newman como "Dreadful Spiller"
- Siân Phillips como Mrs. Driver
- David Ryall como Crampfurl
- Tony Haygarth como Mildeye
- Stanley Lebor como Tio Hendreary Clock
- Pamela Cundell como Tia Lupy
- Victoria Donovan como Eggletina